# Bolletjestrui

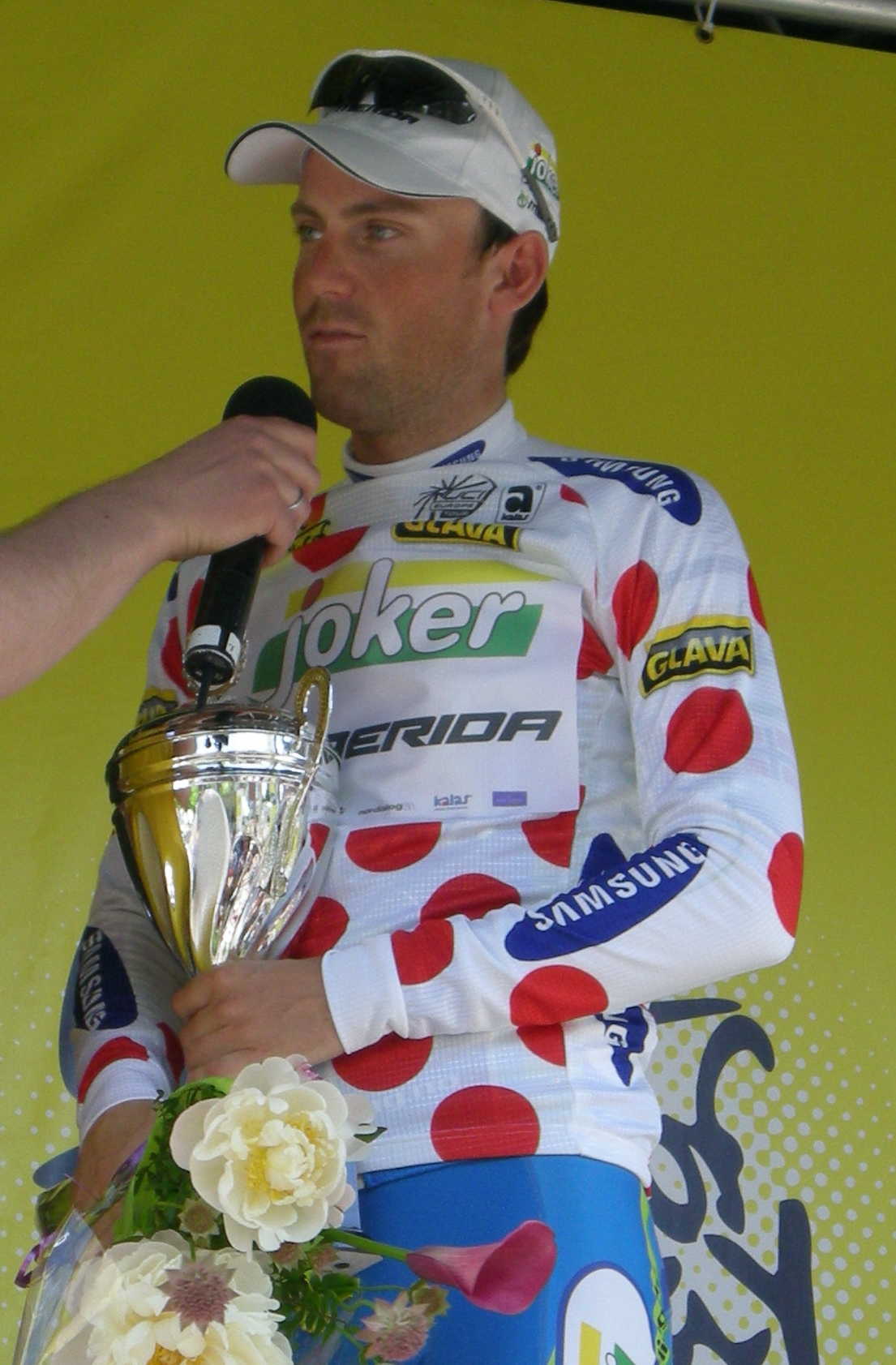
Stian Remme in de bolletjestrui van de Ronde van Noorwegen

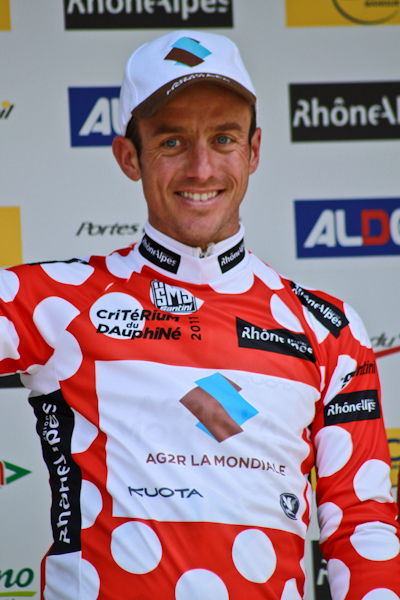
Sébastien Hinault in de bolletjestrui van het Critérium du Dauphiné

De bolletjestrui is in de wielersport een trui die door de leider in een bepaald klassement wordt gedragen. De bolletjestrui kan in verschillende kleuren voorkomen en kan onder andere verwijzen naar:
- De bergtrui in de Ronde van Frankrijk
- De bergtrui in Parijs-Nice
- De bergtrui in het Internationaal Wegcriterium
- De bergtrui in de Ronde van Beieren
- De bergtrui in de Ronde van Californië
- De bergtrui in de Ronde van Spanje
- De bergtrui in de Ronde van Utah
- De bergtrui in het Critérium du Dauphiné
- De bergtrui in de Ronde van het Baskenland
- De oude puntentrui in de Ronde van Zwitserland

Algemeen klassement · Bergklassement · Combinatieklassement · Jongerenklassement · Ploegenklassement · Puntenklassement · Strijdlustklassement · Tussensprintklassement
 Blauwe trui ·   Bolletjestrui ·  Gele trui ·  Groene trui ·  Paarse trui ·  Rode trui ·  Roze trui ·  Witte trui ·  Zwarte trui ·  Regenboogtrui ·  Sterrentrui